# Trzepietniak
Trzepietniak – kolonia w Polsce położona w województwie lubelskim, w powiecie biłgorajskim, w gminie Aleksandrów.
W latach 1975–1998 miejscowość administracyjnie należała do województwa zamojskiego.
Kolonia wchodzi w skład sołectwa Aleksandrów I.
Wierni Kościoła rzymskokatolickiego należą do parafii św. Stanisława Biskupa Męczennika w Górecku Kościelnym.

## Zabytki
- Drewniana kapliczka domkowa z II poł. XIX w.[7]